# 秋田県立大館鳳鳴高等学校
秋田県立大館鳳鳴高等学校（あきたけんりつ おおだてほうめいこうとうがっこう、英: Akita Prefectural Odate Homei High School）は、秋田県大館市字金坂後に所在する県立高等学校。

## 概要
1898年（明治31年）秋田縣第二尋常中學校として開校し、1901年に秋田縣立大舘中學校と改称、1948年、戦後の学制改革により秋田県立大館鳳鳴高等学校となる。
2003年には文部科学省よりスーパーサイエンスハイスクールの指定を受け、生徒研究発表会において文部科学大臣奨励賞（全国最高賞）の受賞歴がある。
開校の翌年に創部した野球部は文武両道の校風を象徴する部活動で、2011年春（第83回）の「21世紀枠」に選出され初の甲子園出場を果たした。大館中時代の1912年に校長を務めた中馬庚は「野球」の訳語の生みの親としても知られ、野球殿堂入りを果たしている。

## 友好提携校
- 兵庫県立篠山鳳鳴高等学校 - 「鳳鳴」の名を冠する高校は全国に2校だけで、2001年10月に「友好提携」が結ばれた[3]。
- 第83回選抜高等学校野球大会において、震災の影響により応援規模が約10分の1に縮小した大館鳳鳴高校のスタンドには、篠山鳳鳴の生徒が多数駆けつけ、共に声援を送った[4]。

## 校歌・応援歌
校歌（作詞 土井晩翠　作曲 東儀鉄笛）
- 1915年（大正4年）制定。作詞の土井は「荒城の月」、作曲の東儀は「都の西北（早稲田大学校歌）」でそれぞれ知られる。

勝利の翼（作詞 石井博夫　作曲 奥村一）
- 1978年（昭和53年）、創立80周年を記念して制作された応援歌。校歌以外では、最も唄われる機会が多い。

記念歌
鳳凰山の秀麗（作詞 大川貞一）
鳳凰山の烈風
臥薪嘗胆
盾をかざせる
勝利の歌
勝てや勝て勝て
戦わんかな
思いぞ積る
八幡様
デカンショ節
激励歌（作詞 佐藤康雄　作曲 米沢潤次郎）
敗戦歌（作詞 工藤正夫）
鳳鳴若人の歌（作詞 小田島由男　作曲 米沢潤次郎）
- 1953年（昭和28年）、創立55周年を記念して制作された応援歌。

鳳鳴凱歌、輝く鳳鳴（作詞 秩父重剛　作曲 須磨洋朔）
- 1968年（昭和43年）、創立70周年を記念して制作された応援歌。

君よこの道を（作詞 荒谷豊　作曲 伊藤征夫）
- 1998年（平成10年）、創立100周年を記念して制作された記念歌。

風蕭々と（剣道部）（作詞 泉茂家 ）
見よや血躍る（野球部）（作曲 阿部六郎）
打てば勝つ（野球部）（作曲 阿部六郎）
盾と桜の（庭球部）（作曲 阿部六郎）
長木の流れ（競技部）
見よ我が足の（競技部）
春桂城に（水泳部）
見よ盾もたん（バレー部）（作詞 村井卓　作曲 福岡義英）
北辰天に（ラグビー部）（作詞 荒谷浩　作曲 米沢潤次郎）
鳳鳴山男節（山岳部）（作詞 高木豊平　作曲 今野克哉）
篭球部の歌（作詞 水沢文則　作曲 加賀隆寛）
鳳鳴堂寮歌（作詞 川村直哉）
- 1938年（昭和13年）まで存在した寄宿舎であり、現校名の由来ともなった鳳鳴堂で校歌制定以前から歌われていた寮歌である。

## 校章
「盾と櫻」の意匠
- 「桜」は「大」に、「盾」は「館」に通じ、大館鳳鳴高校の理想である「文（櫻）武（盾）両道」を象徴する。

## 沿革
- 1898年（明治31年）3月21日 - 秋田県告示第64号をもって、秋田県第二尋常中学校として設立される。
- 1899年（明治32年）4月1日 - 秋田県第二中学校と改称する。
- 1900年（明治33年）5月10日 - 皇太子嘉仁親王（後の大正天皇）が結婚、この日を開校記念日と定める。
- 1901年（明治34年）7月23日 - 秋田県立大館中学校と改称する。
- 1910年（明治43年）
  - 5月20日 - 生徒の喫煙が原因で2階より出火。校舎と寄宿舎を全焼。大館男子小学校を仮教室に充て、26日より授業再開。
  - 11月25日 - 校舎再建第1期工事完了。本館教室・雨天体操場が完成。
- 1911年（明治44年）11月18日 - 校舎再建第2期工事完了。特別教室・寄宿舎などが完成。
- 1912年（明治45年/大正元年）
  - 9月26日 - 校舎再建第3期工事完了。講堂が完成し、再建校舎が竣工。
  - 10月11日 - ベースボールを「野球」と最初に訳した中馬庚が校長となる。
- 1915年（大正4年）- 1学期に校歌制定
  - - 8月6日 - 大中会（鳳鳴会の前身）発足
- 1916年（大正5年）5月30日 - 校訓制定
- 1948年（昭和23年）
  - 4月1日 - 学制改革により秋田県立大館鳳鳴高等学校と改称。普通科12学級と、中学校(3学年5学級)を併設していた。
  - 6月26日 - 定時制課程を併設する。
- 1959年（昭和34年）7月7日 - 財団法人大館鳳鳴高等学校振興会が設立認可される。
- 1961年（昭和36年）
  - 10月 - 第16回国民体育大会の会場（軟式庭球・バスケットボール・一般男女バレーボール）として使用。 11日には天皇・皇后が来校。バスケットボールの部準決勝第2試合（八幡製鉄対松下電器）を観戦。
- 1962年（昭和37年）4月1日 - 商業科募集停止（大館商業高校へ移管）
- 1964年（昭和39年）1月 - 山岳部員5人が岩木山で遭難し、4人が死亡する遭難事故が発生した[6]。
- 1968年（昭和43年）4月1日 - 理数科を新設。
- 1984年（昭和59年）10月28日 - 竹村記念公園に松下村塾を模築する。
- 1997年（平成9年）11月7日 - 鳳鳴記念館竣工。
- 1999年（平成11年）
  - 3月3日 - 校訓・校章を改定。
  - 4月1日 - 二期制導入。
- 2001年（平成13年）10月25日 - 兵庫県立篠山鳳鳴高等学校との「友好提携に関する覚書」に調印する。
- 2002年（平成14年）12月16日 - 第75回記念選抜高校野球大会「21世紀枠」候補校表彰を受ける。
- 2003年（平成15年）6月5日 - 文部科学省よりスーパーサイエンスハイスクール(SSH) の指定を受ける。
- 2005年（平成17年）
  - 8月10日 - SSH生徒研究発表会で、「クマムシの研究」を発表し、文部科学大臣奨励賞(全国最高賞)を受賞。
  - 12月17日 - 科学技術政策研究所により「科学技術への顕著な貢献in2005」に選定される。
- 2007年（平成19年）3月29日 - 2006年度実用英語技能検定において文部科学大臣奨励賞を受賞。
- 2008年（平成20年）4月9日 - 文部科学省よりSSHの指定の5年間の継続指定を受ける。
- 2011年（平成23年）3月 - 第83回選抜高校野球大会に出場。1回戦で天理高等学校に敗れる。
- 2015年（平成27年）竹村記念公園及び公園内の松下村塾を大館市に寄託。
- 2016年（平成28年）4月 - 市内の高等学校3校の統合にともない、秋田県立大館高等学校の定時制課程を大館鳳鳴高等学校に承継し、大館高等学校跡地に定時制課程を新設する[7]。
- 2017年（平成29年）4月 - 老朽化した松下村塾が解体され、一部の旧材を使って大館市谷地町の栗盛記念図書館隣の敷地に移築。

## 教育課程

### 設置学科
- 全日制課程
  - 普通・理数科（第1学年のみ・A - F組）
  - 普通科（第2・3学年のみ・A - E組）その年によって異なるが、文系がA,B組、理系がC - E組
  - 理数科（第2・3学年のみ・H組）

※平成18年度から普通科と理数科のくくり募集を実施。かつては全学年においてA - F組を普通科、H組を理数科としていたが、第1学年のみA - G組からなる普通・理数科に改編した。クラス数の削減に伴い、普通・理数科のG組と普通科のF組を削除した。

### 定員
（全日制）
- 特色選抜 25名
- 一般選抜 185名
- 二次募集 一次募集の定員不足分

## 部活動
- 運動部
  - 陸上競技、ラグビー、硬式野球、ソフトテニス、バレーボール、水泳、卓球、バスケットボール、山岳、剣道、サッカー、バドミントン、テニス、女子サッカー、柔道
- 文化部
  - 文芸、社会、物理、生物、化学、美術、英語、演劇、写真、茶華道、囲碁将棋、書道、新聞、放送、吹奏楽
- 同好会
  - クッキング
- 応援団

## 著名な関係者
卒業生
- 内田青蔵 (埼玉大学教授)
- 佐々木潤之介 (一橋大学教授)
- 関信弘 (北海道大学教授)
- 中村政人（東京藝術大学教授）
- 湯瀬裕昭（静岡県立大学経営情報学部教授）
- 荒谷卓（陸上自衛隊特殊作戦群初代群長）
- 虻川高範（弁護士、東北弁護士会連合会会長）
- 竹村吉右衛門（安田生命保険社長）
- 畠澤守（東芝副社長）
- 大間ジロー（ドラマー・プロデューサー・元「オフコース」）
- 村上信夫（放送作家）（茨城大学人文学部教授）
- 長澤雅彦（映画監督）
- 上原敏（歌手）
- 大野一雄（舞踏家）
- 橋本祥路（作曲家）
- 草皆五沼 (俳人、医師)
- 秋野紗良 (女優)
- 井上博一 (俳優)
- 牧冬吉（俳優）
- 加賀谷純一（俳優、声優）
- 奈良真養（俳優）
- 立石俊樹（俳優）
- 佐藤宏樹（プロ野球選手）
- 桜庭亮平（ニッポン放送アナウンサー）
- 石戸谷健一（NHKアナウンサー）
- 藤盛由果（秋田朝日放送アナウンサー）
- いずみ尚（俳優、声優）
- 福原淳嗣（政治家）
- 高橋晋平（アイデア・コークリエイター）
- トッサーニ糸田敦子 (デザイナー)
- 一ノ関圭 （漫画家）
- 安成貞雄（評論家）
- 明石勤（俳優）
- 昭和精吾(俳優・演出家)
- 伊藤弥太 (洋画家)
- 戸嶋靖昌(画家)
- 阿部政文 (野球選手)
- 佐々木吉蔵（男子短距離陸上選手、1936年ベルリンオリンピック男子100メートル走日本代表、1964年東京オリンピック男子100メートル走スターター）
- 中田儀直（衆議院議員｟2期｠、大館町長）
- 畠山重勇 (衆議院議員)
- 戸田幸伸（東京大学カブリ数物連携宇宙研究機構教授）
- 麓幸子(著述家、元日経ウーマン編集長)

在学経験のある人物
- 安成二郎（歌人、小説家）
- 阿部牧郎（作家）（花輪高校に転校）
- 小畑達夫（社会運動家) (大館中学4年中退）
- ポール牧（コメディアン）（定時制中退）

教職員
- 中馬庚（第7代校長）
- 葛原運次郎（第12代校長、田舎館村長、弘前市長）
- 宇佐美大輔（男子バレーボール選手、北京オリンピック日本代表）

## アクセス
- JR奥羽本線 大館駅より秋北バス 「大館鳳鳴高校前」下車。
- JR花輪線 東大館駅より徒歩30分[9]